# Robert Le Bidois
 (décembre 2019).
Pour les articles homonymes, voir Le Bidois.
Robert Le Bidois, né le 8 octobre 1897 à Juilly et mort le 16 décembre 1971 à Courbevoie, est un linguiste et diplomate français.

## Biographie
Robert Le Bidois est le fils de Georges Le Bidois. Il enseigne longtemps à l'université du Caire et dans des « colleges » américains, notamment le Hunter College et le City College of New York entre 1928 et 1939. Il travaille ensuite auprès de l'ambassade de France et, après sa création, au département linguistique des Nations unies, en tant que superviseur des traductions. Il avait épousé Germaine Pécasse (1913-2001).
Il a écrit sa thèse de doctorat sur L'inversion du sujet dans la prose contemporaine 1900-1950, étudiée plus spécialement dans l'œuvre de Marcel Proust (1952). Le Bidois collabore également à la revue Vie et langage et, à partir de 1958, à la revue Défense de la langue française. Il tient la chronique de langue française dans le quotidien Le Monde depuis la mort d'Albert Dauzat.

## Activité de linguiste
Par rapport au purisme d'autres savants de l'époque, l'attitude de Robert Le Bidois est celle de l'« observation, certes normative mais plus fine et plus tolérante ». Il est considéré par certains comme le nouveau Du Bellay, "par [sa] manière hardie de défendre la langue française en progrès"
Il s'interroge entre autres sur la forme à donner aux néologismes de la langue française dans les chroniques qu'il a publiées dans Le Monde. C'est le cas par exemple de « referendum ou référendum »

## Récompenses
- 1939 : Prix de la langue-française de l’Académie française[7]
- 1971 : Prix Saintour de l'Académie française[7]

## Ouvrages
Il est parmi les collaborateurs du Dictionnaire Le Robert. Il est également l'auteur de :
- Robert Le Bidois et Georges Le Bidois, Syntaxe du français moderne. Ses fondements historiques et psychologiques, vol. 1 : Syntaxe du français moderne, ses fondements historiques et psychologiques, 1935 (lire en ligne).
- Robert Le Bidois et Georges Le Bidois, Syntaxe du français moderne. Ses fondements historiques et psychologiques, vol. 2 : L'Ordre des mots dans la phrase. L'Accord. Syntaxe des propositions. Les Propositions subordonnées. Les Mots-outils. Paragrammaticales, 1939 (lire en ligne).
- Les Mots trompeurs ou Le Délire verbal, Paris, 1970 (lire en ligne).
- Robert Le Bidois et Georges Le Bidois, « Syntaxe du français moderne, Compte-rendu », Bulletin de l'Association Guillaume Budé, no 66,‎ 1940, p. 35-37 (lire en ligne).